# Capriccio Espagnol
Capriccio espagnol is een compositie van Nikolaj Rimski-Korsakov. De Russische titel is Каприччио на испанские темы (letterlijk, Capriccio op Spaanse thema's). Hij voltooide het werk op 4 augustus 1887.

## Geschiedenis
De Russische componist werkte aan wat zijn opus 34 zou worden in 1887. Hij schreef een vijfdelige orkestsuite in capricciostijl, gebaseerd op Spaanse volksliederen. Origineel wilde Rimski-Korsakov dit werk schrijven voor solo viool met symfonieorkest, maar besloot later dat een zuiver orkestraal werk de levendige melodieën beter tot hun recht zou brengen. Het werk ging op 31 oktober 1887 in première in Sint Petersburg. Het schijnt dat het orkest al tijdens de repetities deze onderbrak om te applaudisseren voor de componist. Pjotr Iljitsj Tsjaikovski was bij de première aanwezig en feliciteerde hem met een meesterwerk op het gebied van orkestratie. Velen volgden Tsjaikovski daarin, maar niet de componist. Het is niet goed georkestreerd, maar een goede compositie voor orkest, aldus de schepper van het werk. Het zou een van Rimski-Korsakovs populairste werken blijven. Het Koninklijk Concertgebouworkest heeft het bijvoorbeeld in haar geschiedenis 27 keer gespeeld (van 1890 tot 2011). Het was 72 (van 1896 tot en met 2011) keer te horen tijdens de Britse Promsconcerten, waarvan vier keer op de “Last night”. 

## Structuur
Het werk heeft vijf delen, verdeeld in twee groepen. De eerste drie delen horen samen, evenals de laatste twee.
1. Het eerste deel, Alborada.
2. Het tweede deel, Variazioni.
3. Het derde deel, Alborada.
4. Het vierde deel, Scena e canto gitano.
5. Het vijfde deel, Fandango asturiano.

Het is gecomponeerd voor 
- blazers: 1 piccolo, 2 dwarsfluiten, 2 hobo's (de tweede speelt ook althobo), 2 klarinetten, 2 fagotten;
- koper: 4 hoorns (in F), 2 trompetten, 3 trombones, tuba;
- slagwerk: pauken, triangel, kleine trom, grote trom, bekkens, tamboerijn, castagnetten, harp;
- strijkers: violen, altviolen, celli en contrabassen.

Er zijn arrangementen voor bijvoorbeeld gitaarkwartet, vierhandig piano en harmonieorkest.

## Opnames
Van het werk zijn talloze opname, enkele te noemen:
- London Symphony Orchestra gedirigeerd door Ataúlfo Argenta (Decca Records, 1957)
- Berliner Philharmoniker gedirigeerd door Lorin Maazel (Deutsche Grammophon, 1959)
- New York Philharmonic gedirigeerd door Leonard Bernstein (Sony Classical, 1959)
- Tsjechisch Filharmonisch Orkest gedirigeerd door Karel Ančerl (Supraphon, 1964)
- Rotterdams Philharmonisch Orkest gedirigeerd door David Zinman (Philips Records, 1982)
- London Symphony Orchestra gedirigeerd door Charles Mackerras (Telarc, 1990)
- BBC Philharmonic gedirigeerd door Vassily Sinaisky (Chandos, 2007)